# 東大寺万灯会
東大寺万灯会（とうだいじまんとうえ）は、東大寺で行われていた万灯会。

## 概要
東大寺の前身とされる金鐘寺で、天平16年（744年）に行われたとする記録（『続日本紀』天平16年12月8日条）があり、また東大寺建立後も光仁天皇の皇女酒人内親王が東大寺にて万灯会を開いたと伝えられている（『東大寺要録』）。平安時代に入ると、大仏殿にて毎年12月14日に開催される冬恒例の年中行事として定着し、『延喜式』には灯明の費用である「万灯料」として年間4石が大和国の交易進上物から支給されることが規定されている（主税寮式）。その後、中絶していたものの、今日では盂蘭盆に合わせた万灯供養会として、毎年8月15日の夜に開催されている。